# Liste der Stolpersteine in Schwielowsee

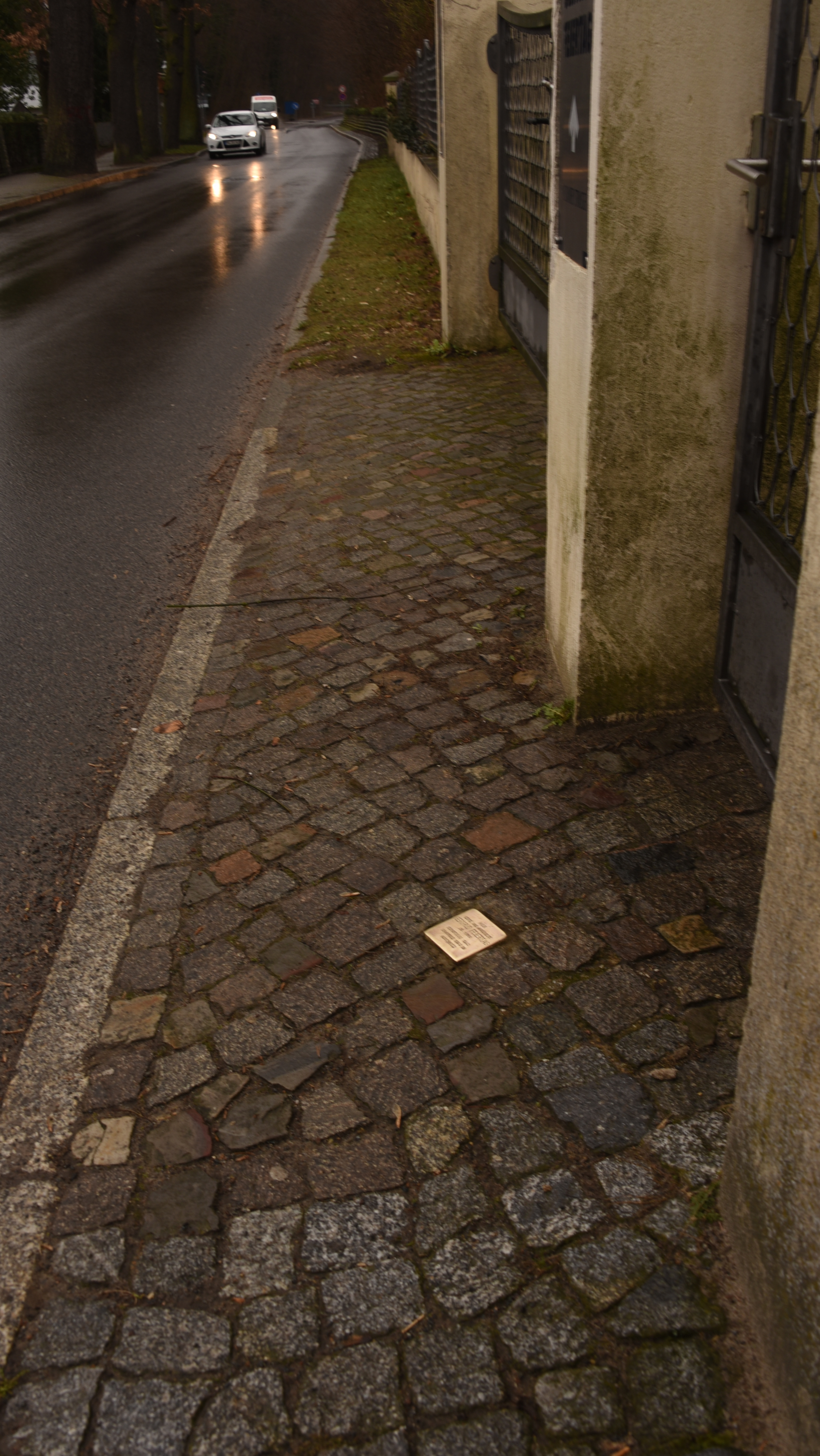
Stolperstein für Gertrud Feiertag

Die Liste der Stolpersteine in Schwielowsee umfasst jene Stolpersteine, die vom Kölner Künstler Gunter Demnig in der brandenburgischen Gemeinde Schwielowsee verlegt wurden. Sie sind Opfern des Nationalsozialismus gewidmet, all jenen, die vom NS-Regime drangsaliert, deportiert, ermordet, in die Emigration oder in den Suizid getrieben wurden.
Demnig verlegt für jedes Opfer einen eigenen Stein, im Regelfall vor dem letzten selbst gewählten Wohnsitz.
Der erste Stolperstein in dieser Gemeinde wurde 2009 verlegt.

## Verlegte Stolpersteine
In Schwielowsee  wurde zwei Stolpersteine an zwei Adressen verlegt.
| Stolperstein | Inschrift | Verlegeort                     | Name, Leben |
| ------------ | --- | ------------------------------ | --- |
|              | HIER LEBTE UND ARBEITETE GERTRUD FEIERTAG JG. 1890 DEPORTIERT 1942 ERMORDET 1943 IN AUSCHWITZ                                                   | Caputh, · Potsdamer Straße 1 · | Gertrud Feiertag wurde am 4. Juli 1890 in Berlin geboren. Ihre Eltern waren der Kaufmann Abraham Alex Feiertag und dessen Frau Rosa, geborene Silber. Sie hatte drei weitere Geschwister: Kurt (geboren 1884), Johanna (geboren 1886) und Hedwig (geboren 1891). Gertrud Feiertags Mutter starb sehr früh, Feiertag konnte ihren Wunsch Lehrerin zu werden nicht umsetzen, da sie sich um den Haushalt und Büroarbeiten ihres Vaters kümmern musste. Sie absolvierte am „Pestalozzi-Fröbel-Haus“ die Ausbildungen zur Kindergärtnerin und Jugendleiterin und leitete das „Jüdische Erholungsheim der Zionsloge auf Norderney“. Am 1. Mai 1931 eröffnete sie das „Kinderlandheim Caputh“, ab 1936 wurde es zum „Jüdischen Kinder- und Landschulheim Caputh“. Am 10. November 1938, im Zuge der Reichspogromnacht, drangen Nationalsozialisten in das Haus ein und vertrieben alle Bewohner. Am 26. Februar 1939 gab Gertrud Feiertag das Heim auf. Sie half danach bei der Organisation von Kindertransporten nach England, rettete so noch einige Kinder. Am 17. Mai 1943 wurde sie von Berlin mit dem 38. Osttransport nach Theresienstadt deportiert, von dort in das Vernichtungslager Auschwitz. Gertrud Feiertag wurde dort ermordet. Das ehemalige Jüdische Kinderheim ist heute ein Jugendhilfezentrum, das heute ihren Namen trägt. In Caputh trägt eine Straße ihren Namen. Ihre drei Geschwister wurden ebenfalls Opfer der Shoah. Hedwig wurde zusammen mit ihrem Sohn Gideon 1941 nach Łódź deportiert. Für ihre Schwester Johanna, eine Lehrerin, wurde in Berlin ein Stolperstein verlegt. Sie wurde 1942 im Vernichtungslager Kulmhof ermordet. Ihr Bruder Kurt, Rechtsanwalt, wurde zusammen mit seiner Frau Rose 1943 in Auschwitz ermordet. Der Stolperstein für Gertrud Freitag wurde im Mai 2023 mit einem verbesserten Text neu verlegt. |
|              | HIER WOHNTE MARIE EVA ELWINE GOSLICH JG. 1859 EINGEWIESEN 1937 LANDESANSTALT BRANDENBURG-GÖRDEN 'VERLEGT' 1938 LANDESANSTALT OBRAWALDE TOT 1938 | Geltow, · Am Wasser 2b ·       | Marie Goslich wurde am 24. Februar 1859 in Frankfurt (Oder) geboren. Ihr Vater war der Appellationsgerichtsrat Friedrich Julius Goslich. Sie hatte eine Schwester. Im Jahr 1875 starb ihr Vater, sie und ihre Schwester kamen zum Justizrat Rudolf Tirpitz, der die Vormundschaft übernahm. Tirpitz war der Vater von Alfred von Tirpitz. Ab 1877 lebte sie für zwei Jahre bei einer befreundeten Familie auf dem Rittergut Hertwigswaldau in Schlesien und lernte dort Haushaltsführung, auf einem Pensionat in Dresden erhielt sie Unterricht in Musik, Schneiderei und Sprache, ab 1882 lebte sie ein Jahr in der Schweiz und vertiefte dort ihre Französischkenntnisse. In Berlin wurde sie 1883 Privatlehrerin für Französisch, später auch für alle anderen Fächer der Höheren Mädchenschule. Bei der Redaktion des Verlages „Preußische Jahrbücher“ begann Goslich 1891 als Sekretärin zu arbeiten, war Mitarbeiterin von Berliner Tageszeitungen und Illustrierten und betätigte sich als Schriftstellerin sowie als Fotografin. Für die Zeitschrift „Körperkultur“ war sie von 1907 bis 1910 Redakteurin. Im Februar 1910 heiratete sie den Schriftsteller Karl Kuhls, das Paar zog nach Potsdam. Sie veröffentlichte nun unter dem Namen Marie Kuhls oder Marie Kuhls-Goslich. Die Ehe scheiterte. 1937 wurde sie in die Landesheilanstalt Brandenburg-Görden eingewiesen, 1938 erfolgte ihre Überstellung in die Landesheilanstalt Obrawalde. Marie Goslich verlor 1938 ihr Leben unter ungeklärten Umständen. Ein weiterer Stolperstein erinnert in ihrer Geburtsstadt Frankfurt (Oder) an sie. |

## Verlegedaten
Die Stolpersteine wurden durch den Künstler persönlich an folgenden Tagen verlegt:
- 10. März 2009 für Gertrude Feiertag
- 1. April 2014 für Marie Goslich